# سوبركيلن

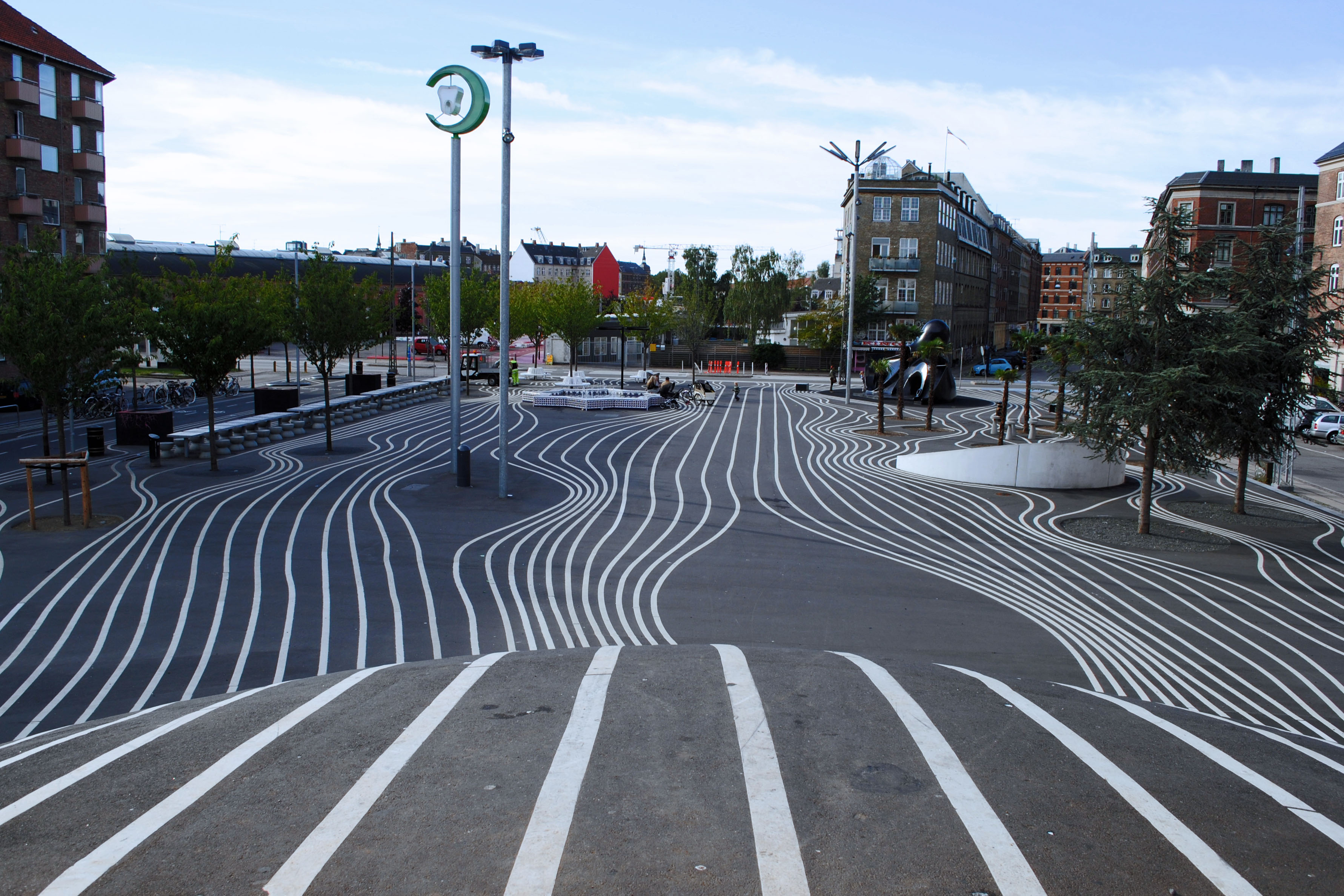
سوبركيلن، حي نوربرو، كوبنهاغن، الدنمارك

سوبركيلن (بالإنجليزية: Superkilen) هي حديقة عامة أنشأت في حي نوربرو في كوبنهاغن عاصمة الدنمارك. صممت الحديقة من قبل مجموعة الفنون سوبرفليكس بالتعاون مع عدد من المؤسسات والشركات المعمارية. تم افتتاح الحديقة رسميًا في يونيو من عام 2012.

## خلفية
يعد مشروع حديقة سوبركيلن جزءا من خطة تحسين حضرية في كوبنهاغن بالتنسيق مع بلدية كوبنهاغن. الهدف من المشروع رفع مستوى حي نوربرو لجعله على مستوى عال من التنمية الحضرية، القصد من إنشاء الحديقة هو جعلها مكان مناسب لإقامة الاحتفالات المتنوعة، وجعلها مكتضة بالسياح من جميع أنحاء العالم، كما أن الحديقة صممت كنوع من المعرض العالمي للسكان المحليين.

## الوصف
تمتد الحديقة على نحو 750 متر (2,460 قدم) على طول جانبي مسار دورة العام والتي تغطي مساحة إجمالية قدرها حوالي 30,000 متر مربع (320000 قدم مربعة)، صممت الحديقة لتشمل ثلاثة مجالات رئيسية هي: المربع الأحمر، والسوق السوداء والحديقة الخضراء. المربع الأحمر يركز على الترفيه والحياة العصرية، والسوق السوداء في المركز والساحة الكلاسيكية للحديقة وتشمل نافورة وأشجار نخيل جلبت من الصين. الحديقة الخضراء عبارة عن تلال وأشجار ونباتات مناسبة للنزهات والرياضة والمشي.

## الجوائز
- كوفئ المشروع عام 2013 بجائزة الشرف AIA في فئة التصميم الإقليمي والعمراني، وذلك من قبل الجمعية الأمريكية للمعماريين.
- في عام 2016 فاز المشروع بجائزة آغا خان للعمارة.[2]